# Le Biot
 Le Biot  (en francoprovenzal Le Biôl) es una comuna y población de Francia, en la región de Auvernia-Ródano-Alpes, departamento de Alta Saboya, en el distrito de Thonon-les-Bains. Es la cabecera del cantón de su nombre.
Su población en el censo de 1999 era de 340 habitantes.
Está integrada en la Communauté de communes de la Vallée d'Aulps.

## Demografía
| 279 | 231 | 215 | 286 | 333 | 340 |
| Para los censos de 1962 a 1999 la población legal corresponde a la población sin duplicidades (Fuente: INSEE [Consultar]) |     |     |     |     |     |